# Dolní úbočský smrk
Dolní úbočský smrk je památný strom smrk ztepilý (Picea abies) v k. ú. Vysoká Jedle v obci Místo, v okrese Chomutov v Ústeckém kraji.
Roste v Krušných horách v nadmořské výšce 565 m v přírodním parku Údolí Prunéřovské potoka při levém břehu Prunéřovského potoka při modře značené turistické stezce vedoucí podél potoka.

## Základní údaje
Obvod kmene měří 366 cm, koruna stromu dosahuje do výšky 42 metrů (měření 2009). V roce 2009 bylo stáří stromu odhadováno na 300 let.
Smrk je chráněný od roku 2004 jako ochrana genofondu a strom s významným vzrůstem.

## Stromy v okolí
- Horní úbočský smrk
- Hasištejnská lípa
- Javor u Volyně
- Kukaččí smrk
- Lípa v Místě na hřbitově